# Port Charlotte (Schottland)
Port Charlotte (gälisch: Port Sgioba) ist eine Ortschaft auf der schottischen Insel Islay und gehört somit administrativ zur Council Area Argyll and Bute. Port Charlotte liegt in dem Rhinns of Islay genannten Südwestteil der Insel am Westufer von Loch Indaal. Im Jahr 1991 hatte es eine Bevölkerung von 350 Einwohnern.
Die Ortschaft wurde im Jahre 1828 von Walter Frederick Campbell gegründet und nach seiner Mutter benannt. Port Charlotte war Standort zweier überregional bedeutender Whiskybrennereien, Lochindaal  (auch Port Charlotte genannt) und Octomore. Lochindaal wurde im Jahre 1829 gegründet und 100 Jahre später wieder geschlossen, Octomore wurde nur zwischen 1816 und 1852 betrieben. Die nahegelegene Brennerei Bruichladdich verausgabt jedoch derzeit eigene Whiskys mit den Markenbezeichnung Octomore (sehr stark getorft) und Port Charlotte (stark getorft). Außerdem kündigte Bruichladdich 2007 die Wiedereröffnung der Port-Charlotte-Brennerei auf dem Lochindaal-Gelände an. Die geplante Eröffnung wurde jedoch auf unbestimmte Zeit verschoben.

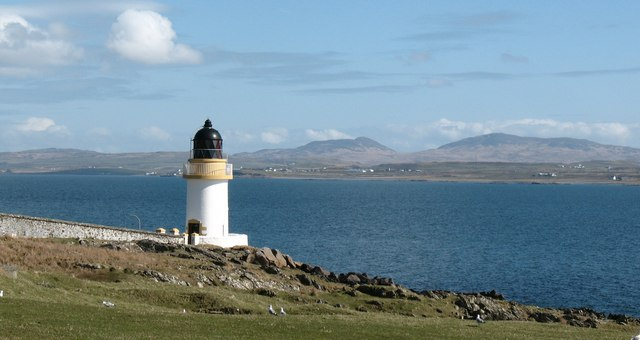
Leuchtturm von Port Charlotte
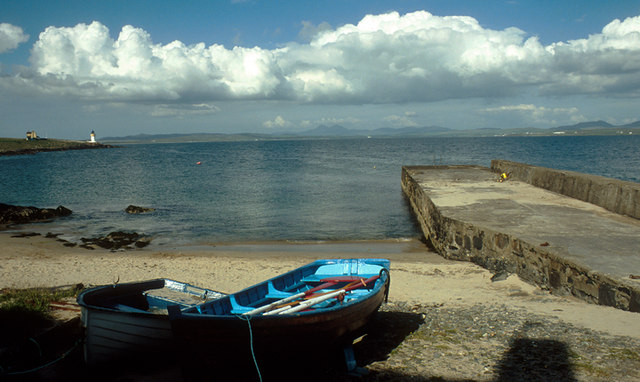
Pier von Port Charlotte
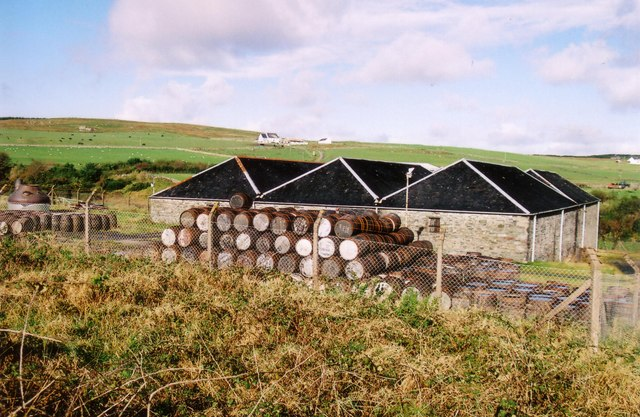
Überreste der Port-Charlotte-Brennerei